# Blang Neubok
Blang Neubok is een bestuurslaag in het regentschap Bireuen van de provincie Atjeh, Indonesië. Blang Neubok telt 262 inwoners (volkstelling 2010).